# Boulangerie viennoise
La Boulangerie viennoise est un commerce ouvert en 1837 à Paris au 92, rue de Richelieu, sous le règne de Louis-Philippe, par l’entrepreneur et inventeur autrichien August Zang.

## Histoire
Selon une version (non documentée), des princes de la famille royale de France, étant à Vienne, vantèrent le goût exquis et la légèreté des pains — sans doute proche du « pain viennois » actuel — qu'on leur avait servis dans un dîner d’apparat. Ils ajoutèrent que ces pains seraient fort appréciés à Paris. Ces propos furent recueillis par l’officier d’artillerie de l’armée autrichienne, August Zang, qui donna sa démission et vint, avec des ouvriers boulangers de Vienne, en compagnie de son associé Ernst Schwarzer, installer à Paris, rue de Richelieu, une boulangerie viennoise, en 1837. Une autre version veut que Zang, emménageant à Paris, trouvât le pain traditionnel français (le pain de campagne) fade et ouvrît sa propre boutique pour introduire la boulangerie viennoise dans la capitale française. Il serait aussi retourné à Vienne pour étudier les techniques de boulangerie, n'étant pas lui-même formé au métier de boulanger. Il serait revenu en 1837 avec un certain Ernest Schwarzer, avec qui ils auraient ouvert la boulangerie viennoise ensemble sous le nom de Zang & Schwarzer's pain viennois (Schwarzer quitte la boulangerie l'année suivant son ouverture). Au 92, rue de Richelieu se trouvait l'hôtel de Caumont, rénové en immeuble parisien en 1825 par Jean-Jacques Staub (tailleur suisse).
Il fait installer dans sa boulangerie un four vapeur pour le glaçage des pâtisseries, une pétrisseuse mécanique et utilise de la levure de bière de première qualité plutôt que du levain,. En 1842, il dépose un brevet pour protéger ses techniques de cuisson.
En 1838 ou 1839, Zang fonde son établissement de boulangerie et y fabrique, le premier en Europe occidentale, les petits pains qui ont conservé le nom de pain viennois. Il réintroduit également le kipferl, précurseur du croissant. Au début, la Boulangerie viennoise survit en fournissant les expatriés autrichiens, allemands mais, dès 1839, les affaires marchent bien et en 1840, deux ans après l'ouverture de l’établissement Zang, Paris possède déjà douze maisons de fabrication de pain viennois, occupant une centaine d'ouvriers.
Dès 1840, deux pièces du théâtre du Vaudeville mentionnent la Boulangerie viennoise comme « the place to be ».
Le succès de la Boulangerie viennoise engagea les boulangers parisiens des quartiers riches à faire, eux aussi, des pains de luxe viennois. En 1845, la consommation du pain viennois avait augmenté dans de telles proportions que le nombre des ouvriers de cette spécialité s’était élevé à deux cent cinquante. Ces ouvriers formaient une association professionnelle. Deux fois par semaine, ils se réunissaient dans un café du passage des Panoramas pour y discuter leurs intérêts, étendre leur industrie et s’occuper de leur placement. La plupart de ces ouvriers avaient des idées républicaines et révolutionnaires et, en 1848, les ouvriers du pain viennois accueillirent avec enthousiasme le régime issu de la révolution de février. À la suite de la chute de Louis-Philippe, Zang vendit sa boulangerie à Philibert Jacquet et quitta Paris pour retourner à Vienne, où il fonda le journal Die Presse.
Cette maison existait toujours et prospérait au début du XXe siècle. On accorde aussi à la maison Zang la préfiguration de la baguette de pain à la française, ses pains viennois étant allongés et à base de levure de bière.